# 아우렐리아누스 성벽
아우렐리아누스 성벽(이탈리아어: Mura aureliane)은 기원후 271년에서 275년에 걸쳐 로마 황제 아우렐리아누스와 프로부스에 의해 이탈리아 로마에 건축된 성벽이다.
성벽은 캄푸스 마르티우스를 포함하여 로마의 일곱 언덕에서부터 테베레강 우측 제방에 있는 트라스테베레 구역까지 걸쳐 있다. 캄푸스 마르티우스를 둘러싼 제방들은 보강되었지만, 로마시 안에 있는 강의 제방들은 보강되지 않은 채 방치되어 있다.

## 건축
성벽의 총 길이는 19킬로미터이며, 넓이는 13.7제곱킬로미터, 두께는 3.5미터, 높이는 8미터로 성벽은 외장벽돌로 지어졌으며, 29.6미터마다 정사각형의 탑을 세웠다.
5세기에 재건축하면서 높이를 2배 높여 16미터로 세웠다. 또한 성을 수비하기 위해 탑 383개와 성가퀴 7,020첩 그리고 주요 문 18개와 협분 5개, 야영 변소 116개, 대형 외벽 창문 20,066개가 추가되었다.

## 역사
도시 로마의 경계는 기원후 3세기 이전에 이미 세르비아누스 성벽(BC 4세기 축성) 너머까지 확장되었다. 이후 수세기 동안 도시를 확장하고 공고화하는 와중에 로마는 성벽을 보강하지 않은 채 무방비 상태로 남아있었다. 3세기 군인 황제 시대 동안 야만족이 게르마니아 쪽 국경을 통해 대거 이주하면서 로마군은 그들을 막기 위해 고군분투하였다. 이 시기에 로마 시의 방어를 보다 강화해야 할 필요성이 대두되었다. 270년 야만족인 유퉁기족과 반달족이 이탈리아반도 북부를 침략하여, 오늘날의 피아첸차에 해당하는 플라첸티아에서 수차례 로마군의 반격을 물리친 후에 퇴각하였다. 271년 여름, 로마에서 화폐 주조소 일꾼들이 반란을 일으켰다. 이후 벌어진 치열한 전투 속에서 수천 명의 사람이 목숨을 잃었다.
아우렐리아누스 황제는 270년 야만족의 침공을 막기 위한 비상 조치로 성벽 건축을 지시하였다. 역사학자 아우렐리우스 빅토르는 당시 황제의 지시는 명백히 로마 시의 취약한 방어력을 높이는데 그 목적이 있었다고 증언하였다. 또다른 이유로는 아우렐리아누스 황제가 로마 시민들에게 자신의 신용도를 높이는 동시에 황제의 권력을 공고화하기 위한 정치적인 목적이 있었다. 아우렐리아누스 성벽의 축성(築城)은 수십년에 걸쳐 진행된 로마 역사상 가장 큰 건설 계획 가운데 하나였으며, 로마의 강력한 힘을 보여주는 것이었다.
성벽은 5년 만에 완공되었지만, 아우렐리아누스 자신은 성벽이 완공되는 것을 미처 보지 못하고 사망했다. 성벽 축조 당시 카스트렌세 원형경기장과 카스트라 프라이토리아, 세스티우스의 피라미드 등 기존에 있는 건물들과 포르타 마조레 인근의 클라우디우스 상수도의 일부 구획 등을 새로 축성하는 성벽에 포함시킴으로써 일의 속도가 빨라졌을 뿐만 아니라 경비도 절약되었다. 첫 번째 성벽부터 여섯 번째 성벽까지 기존의 건축물을 기초 삼아 성벽을 지은 것으로 추정되며, 이들 성벽의 내부 공간에는 비상시 방어력을 쉽게 강화할 수 있도록 경비병 전용 통로가 만들어졌다. 전체적으로 도시에 비해 성벽이 왜소하기 때문에, 실질적인 방어 효과에 대해서는 논란의 여지가 있다. 더군다나 당시 경비병의 인원은 25,000명에 불과하여 성벽 전체를 방어하기에는 병력의 수가 턱없이 부족했다. 그러나 애당초 성벽을 지을 때, 장기적인 포위전에 대비하고 지은 것이 아니었다. 왜냐하면 당시 야만족들은 포위전이나 공성전을 위한 장비를 제대로 갖추고 있지 않았던 데다가 군량 보급도 원활하게 수행하지 못했기 때문에 야만족의 군대가 로마 시를 포위한다는 것은 아직 생각지도 못했기 때문이다. 당시 야만족의 전술은 약해 보이는 목표물에 대해 치고 빠지는 급습이 대다수였기 때문에, 아우렐리아누스 성벽은 그러한 전술을 방해하는데 중점을 두었다.
성벽의 일부는 감시탑을 개선한 막센티우스에 의해 높이가 두 배나 높이 쌓아 올려졌다. 401년 호노리우스 치하에 성벽과 성문이 개선되었다. 그리고 당시 테베레 강 맞은편에 있는 하드리아누스의 영묘(오늘날의 산탄젤로 성)가 로마 시를 방어하는데 있어서 훌륭한 요새 역할을 겸임하였다. 고트 전쟁을 수행하던 동고트 왕국의 토틸라 왕은 545년 아우렐리아누스 성벽을 무너뜨려 동로마 제국이 로마 시를 방비할 가능성을 완전히 제거해버렸다. 프로코피우스에 의하면, 성벽의 3분의 1이 완전히 파괴되었다고 한다.

## 로마 시대 이후
아우렐리아누스 성벽은 1870년 9월 20일 이탈리아 왕국의 베르살리에리 부대가 피아 성문 인근 성벽을 뚫고 들어와 로마를 함락시키기 전까지 로마 시의 중요한 군사적 방어 기능 역할을 수행하였다. 19세기까지 아우렐리아누스 성벽은 로마 시의 경계선이었으며, 성벽 안에 있는 시가지부터 로마 시의 영역으로 규정되었다.
아우렐리아누스 성벽은 오늘날까지 놀라울 정도로 보존이 잘 되어 있는데, 그 이유는 19세기까지 로마의 주요 방어 시설로 지속적으로 사용했기 때문이었다. 산 세바스티아노 성문 근처에 있는 무라 성벽 박물관에서는 아우렐리아누스 성벽의 구조는 물론 적들의 침공을 어떻게 막아냈는지에 대한 정보를 제공하고 있다.

## 같이 보기
- 테오도시우스 성벽